# Талимарджанская сардоба
Талимарджанская сардоба (туркм. Tallymerjen sardobasy)— крупнейшая из сардоб в восточной части Туркменистана, была построена в XVI веке. Расположена в Лебапском велаяте в Ходжамбазском этрапе вблизи туркменского поселка Теллимерджен. Диаметр сардобы равен 12 метрам. Построена на одном из караванных путей.
Талимарджанскую сардобу от остальных отличает монументальный портал.
В 1937 году здесь археологические исследования проводил А.А. Марущенко